# Przysłopy (Beskid Żywiecki)
Przysłopy (847 m) – przełęcz w Beskidzie Żywiecko-Orawskim w Grupie Pilska. Znajduje się na północnym grzbiecie Pilska pomiędzy szczytami Łabysówka i Uszczawne na terenie Żywieckiego Parku Krajobrazowego. Z północno-zachodniego stoku spływa jeden z dopływów Sopotni, z południowo-wschodniego niewielki potok Lisie Dziury uchodzący do potoku Buczynka.
Na przełęczy znajduje się dość spora polana z kilkoma domami. Polana jest wykorzystywana do wypasu owiec. Rosną na niej rzadkie rośliny, m.in. mieczyk dachówkowaty. Na przełęczy umieszczono tablicę ścieżki dydaktycznej. Przełęcz Przysłopy jest także ważnym węzłem szlaków turystycznych (najkrótsza droga z Korbielowa do Sopotni Wielkiej).
Przez Przysłopy przebiega granica pomiędzy Sopotnią Wielką (stok zachodni) i Korbielowem (stok wschodni) w województwie śląskim, w powiecie żywieckim, w gminie Jeleśnia.

## Szlaki turystyczne
Korbielów – polana Piekło – przełęcz Przysłopy. 50 min, ↓ 35 min.
 Krzyżowa (poczta) – Łabysówka – przełęcz Przysłopy. 2,6 km, 55 min.
 Sopotnia Wielka – przełęcz Przysłopy. 1,7 km, 30 min.
 Krzyżowa – przełęcz Przysłopy. 4,2 km, 1:10 h
 przełęcz Przysłopy – hala Uszczawne – Hala Malorka – Gawory (Uszczawne Wyżne). 4,7 km, 1:45 h